# کلید پاور

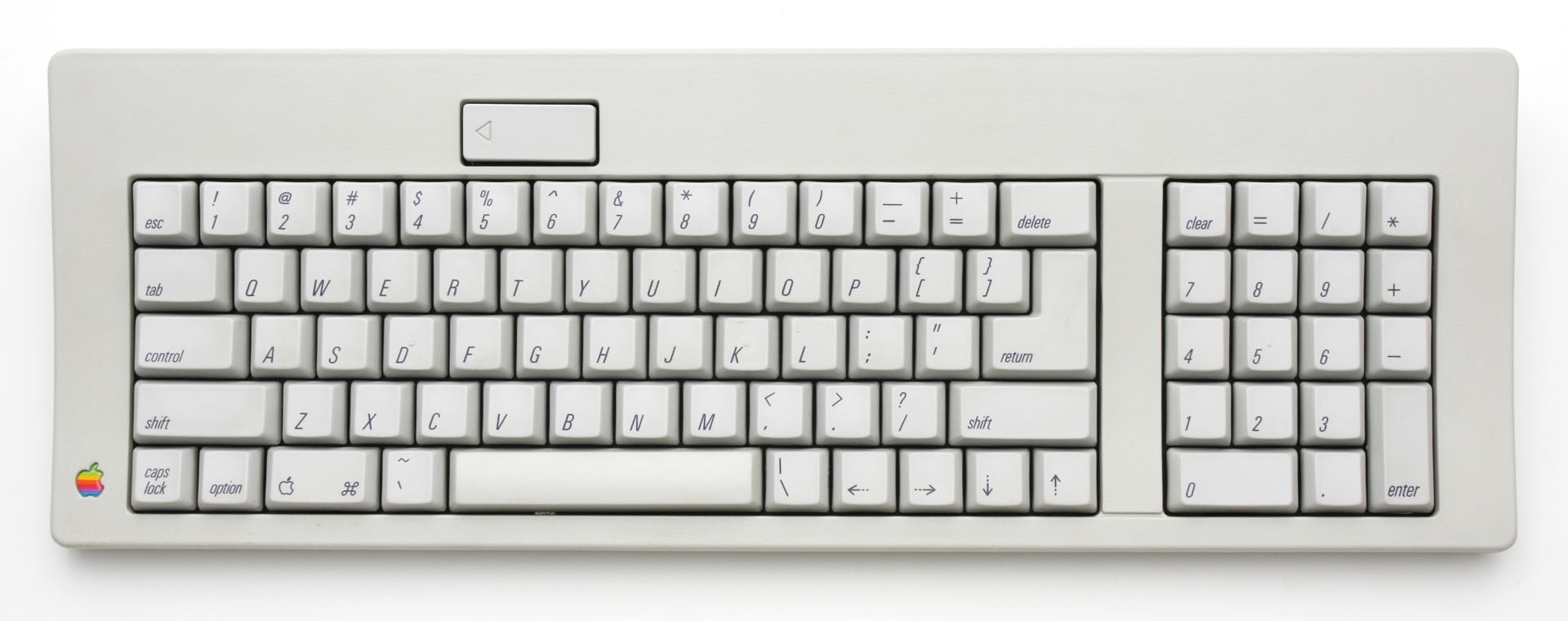
یک کلید پاور در بالا صفحه کلید اپل. در ابتدا نماد کلید پاور یک مثلث بود.

کلید پاور (به انگلیسی: Power key) یا دکمه پاور (به انگلیسی: Power button) کلیدهایی در صفحه‌کلید است که وظیفه آن‌ها خاموش کردن، به خواب بردن (Sleep) و یا بیدار کردن (Wake) است.